# Don't Say You Love Me
"Don't Say You Love Me" là một bài hát được thu âm bởi ban nhạc Na Uy M2M năm 1999. Nó đã góp mặt trên album nhạc phim của bộ phim Pokémon: The First Movie. Đĩa đơn đạt được thành công tại Mỹ khi đạt đến vị trí 21 trên Billboard Hot 100 và 2 trên Billboard Hot Singles Sales, được chứng nhận vàng bởi Hiệp hội Công nghiệp ghi âm Hoa Kỳ, với doanh số 700.000 copies. Ca khúc cũng từng được hát trên chương trình truyền hình Felicity trên kênh The WB Television Network và Beverly Hills, 90210 trên kênh Fox tại Hoa Kỳ.
Radio Disney Mỹ bắt đầu chơi ca khúc này trước tháng 10 năm 1999, tuy nhiên đến tháng 10 năm 1999, đĩa đơn mới được phát hành dưới dạng đĩa. Có một chút khác biệt về lời bài hát giữa phiên bản album và phiên bản trong Pokémon: The First Movie, bởi câu hát "You start kissing me" (Anh bắt đầu hôn tôi) được xem là không phù hợp cho một bộ phim trẻ em. Trong phiên bản Pokémon: The First Movie, đoạn lời trên đã được sửa lại thành "You said you loved me" (Anh đã nói anh yêu em).

## Video âm nhạc
Video được quay trong hơn 3 ngày ở Los Angeles, California, quay cảnh M2M trong một quầy bán đồ ăn ở rạp chiếu phim ngoài trời. Ở đầu video, Marion hát trong một chiếc xe con màu tím với một chàng trai, còn Marit hát với một chiếc ghi-ta đỏ. Sau đó máy bán bắp rang bị nổ và M2M nhảy múa cùng mọi người dưới bầu trời rơi đầy bắp rang.
Có 2 phiên bản của video, phiên bản thông thường và một phiên bản có xen thêm những cảnh quay trong Pokémon: The First Movie.

## Danh sách bài hát
US single
1. "Don't Say You Love Me" (album version) – 3:46
2. "The Feeling Is Gone" (non-album bonus track) – 3:16 (Marion Raven, Marit Larsen)

US Maxi-CD
1. "Don't Say You Love Me" (Tin Tin Out Remix) – 3:33
2. "Don't Say You Love Me" (Lenny Bertoldo Radio Mix) – 3:01
3. "Don't Say You Love Me" (acoustic version) – 3:15
4. "Don't Say You Love Me" (album version) – 3:46

Japanese Maxi-CD
1. "Don't Say You Love Me" (album version) – 3:46
2. "Don't Say You Love Me" (Tin Tin Out Remix) – 3:33
3. "Don't Say You Love Me" (acoustic version) – 3:15
4. "The Feeling Is Gone" – 3:16
5. "Don't Say You Love Me" (karaoke version) – 4:06

European Maxi-CD
1. "Don't Say You Love Me" (album version) – 3:46
2. "The Feeling Is Gone" – 3:16
3. "Don't Say You Love Me" (acoustic version) – 3:15

## Xếp hạng
| Bảng xếp hạng (2000)               | Vị trí cao nhất |
| ---------------------------------- | --------------- |
| Úc (ARIA)                          | 4               |
| Đức (Media Control AG)             | 80              |
| Canada Canadian Singles Chart      | 12              |
| Bỉ (Ultratop 50 Flanders)          | 31              |
| Bỉ (Ultratop 50 Wallonia)          | 37              |
| Phần Lan (Suomen virallinen lista) | 10              |
| Pháp (SNEP)                        | 60              |
| Na Uy (VG-lista)                   | 2               |
| Hà Lan (Dutch Top 40)              | 15              |
| New Zealand (Recorded Music NZ)    | 4               |
| Thụy Điển (Sverigetopplistan)      | 17              |
| Thụy Sĩ (Schweizer Hitparade)      | 76              |
| South Korean Singles Chart         | 1               |
| Anh Quốc (OCC)                     | 16              |
| Hoa Kỳ Billboard Hot 100           | 21              |
| Hoa Kỳ Billboard Tropical Songs    | 40              |
| Hoa Kỳ Latin Pop Songs (Billboard) | 40              |
| Hoa Kỳ Billboard Hot Singles Sales | 5               |